# Joyce Msuya
Pour les articles homonymes, voir Msuya.
Joyce Msuya, née en 1968, est une microbiologiste, une spécialiste de l'environnement tanzanienne et une haute fonctionnaire des Nations unies intervenant sur les affaires humanitaires et en coordinatrice adjointe des secours d'urgence depuis 2021. De 2018 à 2021, elle a occupé le poste de directrice exécutive adjointe du Programme des Nations unies pour l'environnement (PNUE), puis de directrice. Son parcours lui a permis d’associer à sa formation scientifique une expérience financière et en économie de développement.

## Biographie

### Formation
Joyce Msuya naît en Tanzanie en 1968. Elle obtient une licence en biochimie et immunologie de l'université de Strathclyde à Glasgow (Écosse) en 1992. Puis, elle décroche une maîtrise de sciences en microbiologie et immunologie de l'université d'Ottawa, dans l’Ontario, au Canada, en 1996. Elle parle couramment l’anglais, le swahili et le pare.
Elle travaille ensuite en Tanzanie sur diverses missions, tant dans le secteur privé que public puis rejoint le Groupe de la Banque mondiale. Elle y intervient comme analyste des politiques de santé internationales au Liu Center for Global Studies (aujourd'hui Liu Institute for Global Issues) de l'université de Colombie-Britannique à Vancouver (Canada).

### Haute fonctionnaire
Joyce Msuya rejoint la Banque mondiale en 1998 en tant que spécialiste de la santé. Elle acquiert ensuite une expertise en économie du développement ainsi que dans les opérations de prêt dans le secteur de la santé au cours de son séjour à la Banque internationale pour la reconstruction et le développement. En 2001, elle rejoint la vice-présidence de l'économie du développement de la Banque mondiale en tant que conseillère du premier vice-président et économiste en chef, le professeur Nicholas Stern. De 2005 à 2011, elle travaille à la Société financière internationale, dans les départements de la stratégie opérationnelle et de l'industrie manufacturière, de l'agroalimentaire et des services, où elle a accédé au poste de responsable principal de la stratégie.
En 2011, elle est affectée au bureau de Pékin de l'Institut de la Banque mondiale en tant que coordinatrice régionale pour l'Asie de l'Est et le Pacifique. En avril 2014, elle est choisie pour établir et gérer le premier bureau du Groupe de la Banque mondiale en république de Corée, et occupe pendant trois ans le poste de représentante spéciale de la Banque mondiale en république de Corée et de chef du bureau du Groupe de la Banque mondiale (GBM) basé à Songdo, Incheon, en Corée du Sud.
Elle est ensuite conseillère auprès du vice-président de la Banque mondiale pour la région Asie de l'Est et Pacifique, basée à Washington.
De 2018 à 2021, elle occupe  le poste de directrice exécutive adjointe du Programme des Nations unies pour l'environnement (PNUE) . Elle a été nommée à ce poste par le secrétaire général des Nations unies, António Guterres, le 21 mai 2018, pour un mandat de 5 ans. Elle y remplace le Mauritanien Ibrahim Thiaw, arrivé au terme de son mandat.
À la suite de la démission d'Erik Solheim en novembre 2018, une démission qui fait suite à un audit sur ses déclarations de frais professionnels, elle est nommée directrice exécutive par intérim du PNUE : elle devient ainsi « Madame Environnement » au sein de l’organisation internationale, animant le Programme des Nations unies pour l'environnement. Puis à partir de 2021, elle devient sous-secrétaire générale aux affaires humanitaires et coordinatrice adjointe des secours d'urgence au sein des Nations unies.